# Посольство Великобритании в Беларуси
Посольство Великобритании в Республике Беларусь (англ. British Embassy in the Republic of Belarus) — дипломатическое представительство Великобритании в Белоруссии, которое располагается в  Минске.

## История
В 1992—1993 годах дипломатическое представительство Великобритании в Белоруссии располагалось в Москве. Посольство в Минске было открыто в 1993 году в здании посольства Германии. В 1995 году посольство Великобритании переехало в здание на улице Карла Маркса, 37, где до этого размещалось посольство Италии. Однако некоторые представители посольства (например, военный атташе) продолжали оставаться в Москве до тех пор, пока посольство Италии не было перенесено на Раковскую, 16б.

### Конфликт в Дроздах
В 1998 году белорусское правительство потребовало, чтобы дипломаты из 22 стран, включая Великобританию, освободили свои резиденции в дипломатическом городе Дрозды до 10 июня в связи с капитальным ремонтом; Без предупреждения в здании посольства отключили электроэнергию, воду и телефонную связь. США, Великобритания, Франция, Германия, Греция, Италия, Польша и Япония отозвали своих послов из Минска в знак протеста против нарушения Венской конвенции. Европейский союз позднее ввёл запрет для президента Белоруссии Александра Лукашенко и 130 госслужащих на въезд в 14 из 15 стран ЕС. Конфликт был урегулирован в том же году, когда дипломаты согласились переехать из Дроздов.

### Инциденты с флагом ЛГБТ в 2018 и 2019 годах
17 мая 2018 года, в Международный день борьбы с гомофобией, трансфобией и бифобией, на здании посольства Великобритании появился флаг ЛГБТ. Посол Великобритании в Белоруссии Фионна Гибб объяснила это решение способом продвижения прав ЛГБТ-сообщества и желанием привлечь внимание общественности к членам ЛГБТ и проблемам дискриминации, с которыми они сталкиваются. Также на официальном сайте посольства в Facebook появилось видеообращение посла, в котором она рассказывает о позиции Великобритании в отношении прав членов ЛГБТ-сообщества.
20 мая Министерство внутренних дел Белоруссии опубликовало на своём сайте статью «Мы за сапраўднае!»(рус. Мы за подлинное!), В которой оно выразило сожаление по поводу того, что над посольством Великобритании был вывешен радужный флаг — символ гомосексуалистов, назвал однополые отношения ложью и заявил, что в основе семейной политики Белоруссии лежат традиционные институты семьи и брака. Такое заявление вызвало возмущение в демократической части общества. Эксперты назвали это заявление неуместным, так как иностранные дипломатические представительства относятся к юрисдикции МИД.
22 мая во время программы «Разговор у Президента» на телеканале Беларусь 1 министр внутренних дел Игорь Шуневич объяснил, в том числе, реакцию МВД на вывешивание флага у посольства Великобритании. Он заявил, что МВД не имеет права реагировать на данное событие, потому что «это внутреннее дело, в том числе и наше служение», добавив, что «проблема проникновения в белорусское общество всех нехарактерных, неестественных и других деструктивных черт идеологии, и так далее, бывает, и больших иммунитетов, к сожалению, кроме нашей истории и религии нет».
23 мая министр иностранных дел Белоруссии Владимир Макей, отвечая на вопросы журналистов после открытия форума «Минский диалог», отказался комментировать критику МВД в адрес британского посольства, отметив лишь то, что «мы должны думать о последствиях».
31 мая посол Великобритании в Минске Фионна Гибб заявила, что поднятие флага было направлено против дискриминации, а реакция МВД подтвердила, что посол находится в Беларуси.
7 июня министр внутренних дел Игорь Шуневич заявил, что гражданское общество не остановлено радужным флагом в посольстве Великобритании, поскольку ни одна организация не возмутилась им и не потребовала убрать флаг, который был вывешен в нарушение положений Венской конвенции. Заявление МВД он назвал «очень правильным и дипломатичным» и сказал, что «мы действительно дискриминируем преступников, но что касается ЛГБТ-сообщества, здесь нет дискриминации, есть правила сосуществования, в дополнение к законам, которые должны уважать все».
7 июля сотрудники посольства Великобритании в Беларуси поддержали Лондонский прайд, который проходил в тот день, надев одежду в цвета радужного флага и опубликовав фото на официальной странице посольства в Facebook .

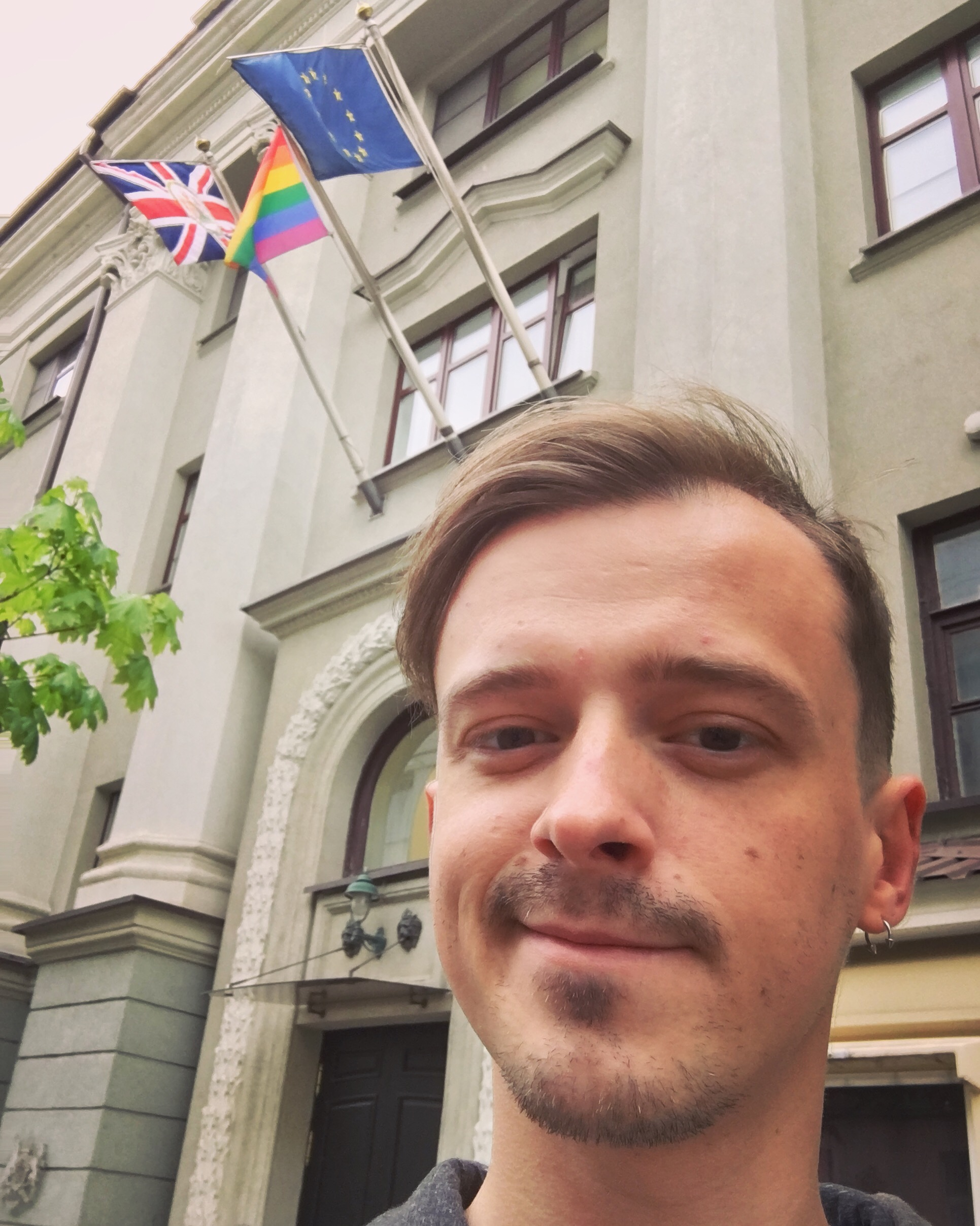
ЛГБТ-активист Андрей Завалей на фоне флагов на здании посольства Великобритании 17 мая 2019 года

17 мая 2019 года ситуация вновь повторилась. Посольство Великобритании снова подняло флаг ЛГБТ, а МВД ответило возмущённым заявлением на своём сайте, что «защищает ценности материнства, детства и института семьи, и искусственное разматывание нитей однополых отношений», деструктивно нарушает моральные нормы, приводя к росту сексуальных преступлений против детей».

## Послы
- Брайан Фолл (1992-1993)
- Джон Эверард (1993-1996)
- Джессика Хэнд (1996-1999)
- Иэн Келли (1999-2003)
- Брайан Беннетт (2003-2007)
- Майкл Хэддок (2007-2008)
- Найджел Гулд-Дэвис (2008-2009)
- Розмари Томас (2009-2012)
- Брюс Бакнелл (2012 – 25 января 2016)
- Фионна Гибб (25 января 2016 — 23 августа 2019)
- Жаклин Перкинс (август 2019 — 2024)
- Временно исполняющий обязанности Дэвид Уорд (2024 – н. в.)